# Стадион ФК Инђија
Стадион ФК Инђија је фудбалски стадион у Инђији, Србија. На њему своје домаће утакмице игра прволигаш ФК Инђија, а капацитет стадиона је 3.500 седећих места.

## Историја
Првобитни стадион, тада „ФК Железничара“, је изграђен 1933, а састојао се од покривене дрвене трибине, капацитета 600 места. Свлачионице у склопу стадиона су изграђене тек 1962, пре тога су се налазиле у кафани „Спорт“, преко пута игралишта. 1970. су дрвене трибине замењене монтажним, а 2006. је извршена реконструкција када је стадион добио садашњи облик.
Стадион је за потребе Универзијаде 2009. комплетно реконструисан, када је изграђена нова северна трибина, сређене клупске просторије, по први пут стадион је добио семафор, а терен је проширен на димензије од 105 x 65 метара. А убрзо након Универзијаде изграђена је и западна трибина чиме је стадион добио садашњи капацитет, али занимљиво је то да се на овом стадиону она налази иза гола, јер је стадион оријентисан другачије него већина фудбалских стадиона у земљи.
ФК Инђија је 2006. представила пројекат изградње новог стадиона, који би има капацитет од 9.000 места и био саграђен на простору инђијских „Леја“. Стадион би испуњавао све критеријуме за одигравање утакмица у УЕФА такмичењима.